# Weizenbier
 (août 2012).
Si vous disposez d'ouvrages ou d'articles de référence ou si vous connaissez des sites web de qualité traitant du thème abordé ici, merci de compléter l'article en donnant les références utiles à sa vérifiabilité et en les liant à la section « Notes et références ».
La Weizenbier ou Weißbier est une bière blanche de fermentation haute, brassée essentiellement en Bavière dans le sud de l'Allemagne. Titrant entre 5 et 6 % d'alcool, la Weizenbier se distingue par un goût peu amer et une forte teneur en gaz.
Elle est également appelée Weißbier (bière blanche), en particulier en Bavière, en raison de la couleur en surface après fermentation[réf. nécessaire]. À Berlin, elle est brassée avec une teneur moindre en alcool sous l’appellation Berliner Weisse. Le terme est entretenu par la proximité phonétique de weiß (blanc) et Weizen (froment).
Elle existe en trois variétés : Kristallweizen(bier), blonde limpide ; Hefeweizenbier, de couleur claire mais trouble ; Dunkelweizenbier, de couleur brune.

## Histoire
En provenance de Bohême (aujourd'hui en République tchèque), la bière blanche s'est installée en Bavière au XVIe siècle. En 1520, un brasseur obtint le privilège de produire de la Weizenbier bien que l'ajout de levure enfreignît le Reinheitsgebot de 1516. Le brassage en fut interdit en 1567, en partie parce que la boisson était facilement périssable mais aussi parce que le froment devait être réservé à la fabrication du pain. L'interdiction fut levée en 1602, car la vente rapportait beaucoup d'impôts, mais ce n'est qu'en 1798 que le prince Charles Théodore de Bavière permit l'ouverture du marché à la concurrence. 
Avec l'invention du réfrigérateur au XIXe siècle, la fermentation haute (entre 15 et 20 degrés) perdit de son intérêt, puisque la fermentation basse devint possible tout au long de l'année. Le déclin de la Weizenbier était scellé ; au soir de la Seconde Guerre mondiale elle ne représentait plus que 3 % de la production bavaroise.
Il fallut attendre les années 1960 pour que la blanche bavaroise ressuscitât. 
Aujourd'hui, la consommation de Weizenbier en Bavière s'est stabilisée à environ un tiers de la consommation totale ; c'est maintenant dans les autres Länder et à l'étranger que la bière gagne des parts de marché.

## Brassage
La bière, brassée conformément au Reinheitsgebot de 1906 à partir d'une densité primitive de moût de 11 à 13 %, contient
- du malt de froment (typiquement 70 %),
- du malt d'orge (typiquement 30 %)
- du houblon
- de l'eau
- de la levure

La levure utilisée est Torulaspora delbrueckii qui confère à la bière un léger goût de phénol.
L'appellation de Weizenbier est réservée aux bières dont le malt contient au moins 50 % de froment.
La Weizenbier se décline en trois variétés :
- la Kristallweizenbier est blonde, et limpide car filtrée (photo de gauche).
- la Hefeweizenbier, non filtrée donc trouble, est de couleur claire. La fermentation s'achève en bouteille (photo au centre).
- la Dunkelweizenbier, brune en raison d'utilisation de malts plus touraillés. Elle est également non filtrée (photo de droite).

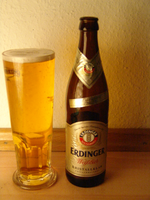
Erdinger Weißbier (Kristallweizenbier)
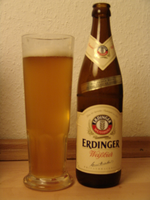
Erdinger Hefeweizenbier
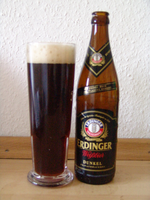
Erdinger Weißbier (Dunkelweizenbier)

En réalité, il existe une continuité entre la claire Hefeweizenbier et la Dunkelweizenbier brune.

## Exemples de Weizenbier
- Erdinger Weißbier
- Paulaner Hefe-Weißbier
- Franziskaner Hefe-Weissbier
- Maisel's Weiße (Bayreuth)
- Fohrenburger Weizen (Autriche)
- Edelweiß (Autriche)
- Weihenstephan Hefe-Weißbier
- Hefeweizen White german wheat microbrasserie farhnam (Québec )
- Meteor Hefeweizen (Brasserie Meteor, Alsace)
- Benediktiner (Allemagne)
- Rothaus Hefe Weizen